# عصمت الله شنواری
عصمت الله شنواری (زاده ۱۳۵۳ ولسوالی اچین - ولایت ننگرهار) سیاستمدار افغانستانی و نماینده مردم ولایت ننگرهار در دوره شانزدهم مجلس نمایندگان است. وی در مجلس شانزدهم نمایندگان افغانستان عضو کمیسیون عرایض و سمع شکایات می‌باشد.

## زندگی‌نامه
عصمت الله شنواری زاده ۱۳۵۳ از ولسوالی اچین ولایت ننگرهار است. وی تحصیلات متوسطه خود را در لیسه/دبیرستان شنواری ننگرهار در سال ۱۳۷۲ به اتمام رسانید و سند لیسانس خود را در رشته دندان پزشکی از دانشکده طب٬ دانشگاه درمان در سال ۱۳۷۵ بدست آورد. 

## دیگر فعالیت‌ها
دیگر فعالیت‌های وی:
- فعالیت در مراکز درمانی مختلف (۱۳۷۷-۱۳۸۴).
- عضو شورای ولایتی ننگرهار (۱۳۸۴-۱۳۸۸).